# Zdravljica
Zdravljica är Sloveniens nationalsång. Den är baserad på en dikt med samma namn av diktaren France Prešeren och blev tonsatt av Stanko Premrl.

## Text
| Slovenska | Svensk översättning* |
| --- | --- |
| Žive naj vsi narodi Ki hrepene dočakat' dan Da koder sonce hodi Prepir iz sveta bo pregnan Da rojak Prost bo vsak Ne vrag, le sosed bo mejak! | Må alla folk frodas som önskar att se morgondagen. När vart än solen vandrar fördrivs all strid. När var man är fri Och inte en jävul utan en granne skall bli! |

*baserad på den engelska översättningen på 